# Васьково (Сергиево-Посадский район)
Васьково — деревня в Сергиево-Посадском районе Московской области, в составе муниципального образования Сельское поселение Васильевское (до 29 ноября 2006 года входила в состав Митинского сельского округа).

## Население
| 2002 | 2006 | 2010 |
| ---- | ---- | ---- |
| 24   | ↗34  | ↘17  |

## География
Васьково расположено примерно в 28 км (по шоссе) на юго-запад от Сергиева Посада, на безымянном правом притоке реки Воря, высота центра деревни над уровнем моря — 194 м.
На 2016 год в деревне зарегистрировано 1 садовое товарищество. Деревня связана автобусным сообщением с райцентром и соседними населёнными пунктами.